# کومروی
کومروی (به فرانسوی: Commerveil) یک کمون در دپارتمان سارت در ناحیه پی دو لا لوآر در شمال غربی فرانسه است.

## هم چنین ببینید
- کمون‌های دپارتمان سارت